# نظام سلامت
نظام سلامت، سیستم بهداشتی، که بعضی اوقات به عنوان سیستم مراقبت بهداشتی یا سیستم بهداشت و درمان شناخته می‌شود، سازماندهی افراد، موسسات و منابع است که خدمات بهداشتی را برای برآورده ساختن نیازهای بهداشتی جمعیت هدف ارائه می‌دهند.
طیف گسترده‌ای از سیستم‌های بهداشتی. در سراسر جهان وجود دارد که با تاریخ و ساختار سازمانی مختلفی مانند کشورهای مختلف وجود دارد. به‌طور ذاتی، کشورها باید سیستم‌های بهداشتی را با توجه به نیازها و منابع خود طراحی و توسعه دهند، گرچه عناصر مشترک در تقریباً تمام سیستم‌های بهداشتی، مراقبت اولیه بهداشتی و اقدامات بهداشت عمومی هستند. در برخی کشورها، برنامه‌ریزی سیستم بهداشتی بین شرکت کنندگان در بازار توزیع می شود. در دیگران، در میان دولت‌ها، اتحادیه‌های کارگری، موسسات خیریه، سازمان‌های مذهبی یا سایر سازمان‌های هماهنگ برای ارائه خدمات بهداشتی برنامه‌ریزی شده هدفمند به جمعیت‌هایی که آن‌ها خدمت می‌کنند، یک تلاش هماهنگ وجود دارد. با این حال، برنامه‌ریزی مراقبت‌های بهداشتی به عنوان اغلب تکاملی و نه انقلابی توصیف شده‌است.

## اهداف
سازمان بهداشت جهانی (WHO)، مسئولیت هدایت و هماهنگی برای سلامتی در سیستم سازمان ملل متحد، هدف از مراقبت‌های بهداشتی جهانی را ترویج می کند: برای اطمینان از اینکه همه مردم برای دریافت خدمات بهداشتی بدون نیاز به هزینه‌های مالی به آن‌ها نیاز پیدا می‌کنند. به گفته سازمان بهداشت جهانی، اهداف سیستم‌های مراقبت بهداشتی سلامت خوبی برای شهروندان، پاسخگویی به انتظارات جمعیت و وسایل منصفانه برای تأمین بودجه است. پیشرفت به سوی آن‌ها بستگی دارد که چگونه سیستم‌ها چهار وظیفه حیاتی را انجام می‌دهند: ارائه خدمات بهداشتی، تولید منابع، تأمین مالی و نظارت. ابعاد دیگر برای ارزیابی سیستم‌های بهداشتی عبارتند از: کیفیت، کارایی، پذیرش و صلاحیت. آن‌ها همچنین در ایالات متحده به عنوان «پنج سی» نامیده شده‌اند: هزینه، پوشش، سازگاری، پیچیدگی، و بیماری‌های مزمن. همچنین تداوم مراقبت‌های بهداشتی یکی از اهداف اصلی است.

## تعاریف
اغلب سیستم بهداشتی با دیدگاه کاهش یافته، به عنوان مثال، کاهش آن به سیستم مراقبت بهداشتی تعریف شده‌است. برای مثال، در بسیاری از نشریات، هر دو اصطلاحات به صورت تعویض استفاده می‌شوند. برخی از نویسندگان استدلال‌هایی را برای گسترش مفهوم سیستم‌های بهداشتی ارائه کرده‌اند که نشان می‌دهد ابعاد بیشتری را. باید در نظر گرفت:
- سیستم‌های بهداشتی نباید تنها از نظر مؤلفه‌های آنها، بلکه از ارتباطات آن‌ها نیز بیان شود.
- سیستم‌های بهداشتی. باید شامل نهاد نهاد یا بخش عرضه سیستم بهداشتی، بلکه جمعیت باشد؛
- سیستم‌های بهداشتی باید از لحاظ اهداف خود شامل نه تنها بهبود سلامت، بلکه همچنین عدالت، پاسخگویی به انتظارات قانونی، احترام به شأن و تأمین مالی عادلانه، از جمله؛
- سیستم‌های بهداشتی نیز باید از لحاظ عملکرد آن‌ها تعریف شود، از جمله ارائه مستقیم خدمات، چه اینکه آن‌ها خدمات پزشکی یا بهداشت عمومی هستند، بلکه همچنین "سایر توابع فعال، نظیر نظارت، تامین مالی، و تولید منابع، از جمله مواردی که احتمالاً پیچیده‌ترین چالش‌ها، نیروی کار سلامت است. "[۷]

### تعریف سازمان بهداشت جهانی
سازمان بهداشت جهانی سیستم‌های بهداشتی را به صورت زیر تعریف می‌کند: 
 یک سیستم بهداشتی متشکل از همه سازمان‌ها، افراد و اقداماتی است که قصد اصلی آن ارتقای، بازیابی یا حفظ سلامتی است. این شامل تلاش برای تأثیر عوامل تعیینکننده سلامت و نیز فعالیتهای مستقیمتر بهبود سلامت است؛ بنابراین سیستم بهداشتی بیش از هرم از امکانات دولتی است که خدمات بهداشتی شخصی را ارائه می‌دهند. این شامل، برای مثال، مادر مراقبت از یک کودک بیمار در خانه است؛ ارائه دهندگان خصوصی؛ برنامه‌های تغییر رفتار مبارزات کنترل بردار؛ سازمان‌های بیمه درمانی؛ قوانین بهداشت و ایمنی شغلی. این شامل فعالیت‌های بین بخش‌ها توسط کارکنان بهداشتی است، به عنوان مثال، تشویق وزارت آموزش و پرورش به ترویج آموزش زنان، شناخته شده تعیین‌کننده سلامت بهتر است. 

## ارائه دهندگان
ارائه دهندگان خدمات بهداشتی، موسسات یا افرادی هستند که خدمات بهداشتی را ارائه می‌دهند. افراد از جمله متخصصان بهداشت و حرفه‌های بهداشت همجوار می‌توانند به عنوان کارمند در بیمارستان، کلینیک یا سایر موسسات بهداشتی. مشغول به کار باشند یا به عنوان کارمند دولتی، خصوصی برای سودآوری یا خصوصی برای سودآوری (به عنوان مثال، سازمان دولتی) آن‌ها ممکن است در خارج از مراقبت مستقیم از بیمار مانند در بخش بهداشت دولتی یا سایر سازمان، آزمایشگاه پزشکی یا مؤسسه آموزش بهداشت کار کنند. نمونه‌هایی از کارکنان بهداشتی عبارتند از پزشکان، پرستاران، تکنسین‌های اورژانس ۱۱۵، ماماها، متخصصین تغذیه، دامپزشکان، دندانپزشکان، تکنسین‌های آزمایشگاهی پزشکی، درمانگران، روانشناسان، داروسازان، اعضای کیهان‌شناسی، متخصصان اپتومتری، کارکنان بهداشت عمومی، پزشکان سنتی و دیگران.

## منابع مالی

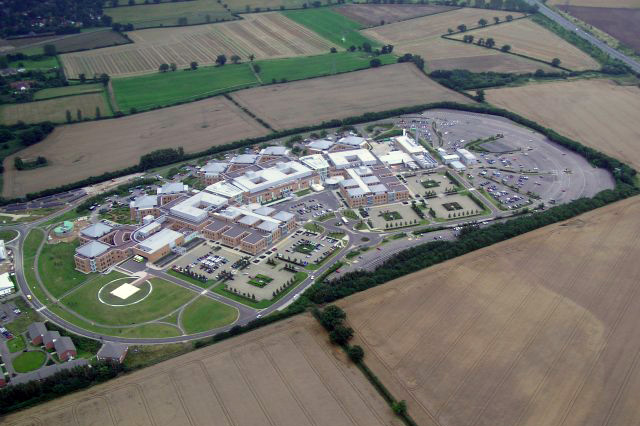
بیمارستان دانشگاه Norfolk و نورویچ، بیمارستان ملی خدمات بهداشتی در انگلستان.

## مدیریت

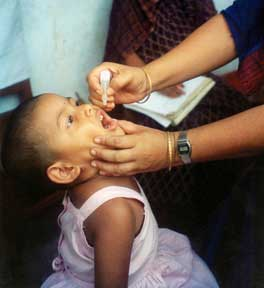
یک کودک در حال گرفتن قطره فلج اطفال برای پیشگیری

## عملکرد سیستم‌های بهداشتی

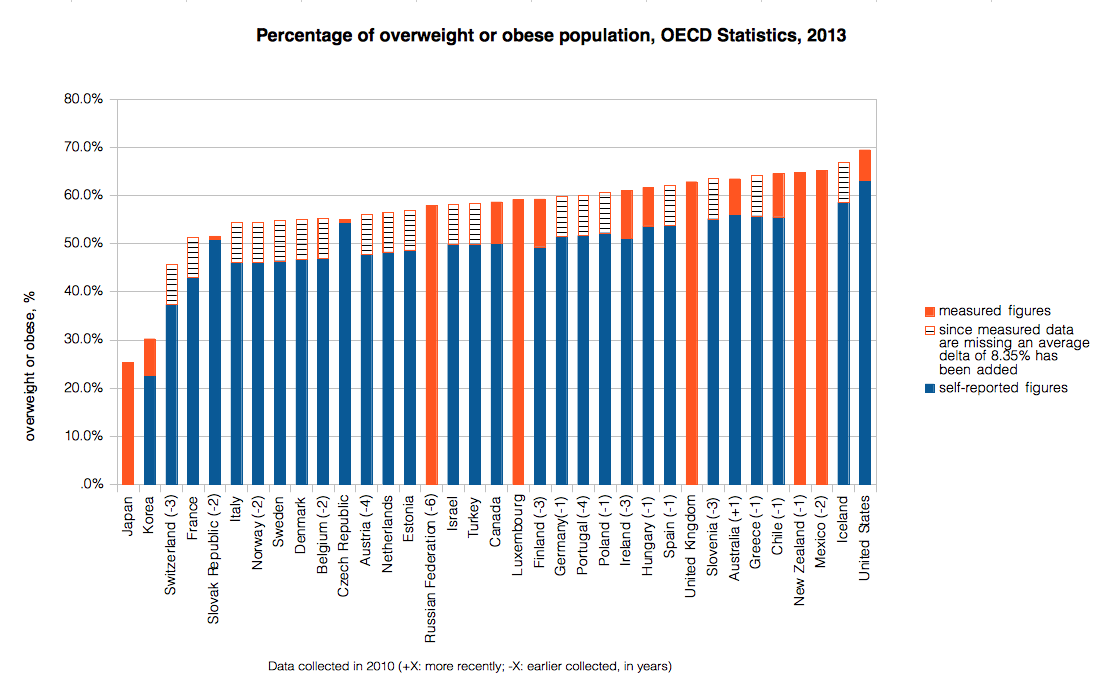
درصد از جمعیت اضافه وزن یا چاق در سال ۲۰۱۰، منبع داده: iLibrary OECD, http://stats.oecd.org ، بازیابی شده 2013-12-12

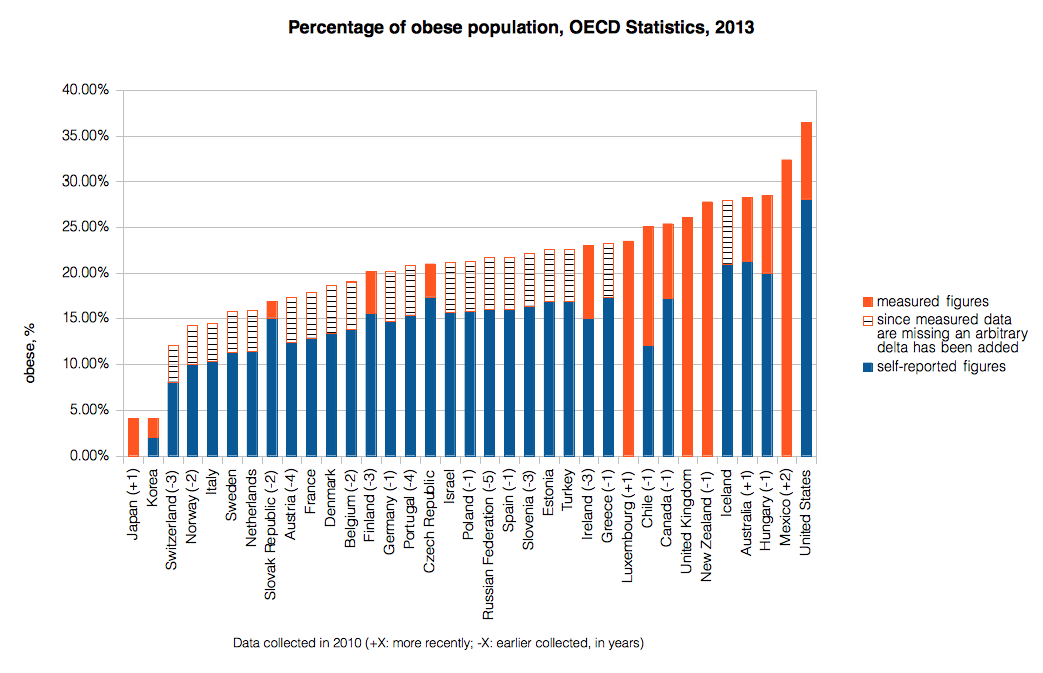
درصد جمعیت چاق در سال ۲۰۱۰، منبع داده: iLibrary OECD, http://stats.oecd.org ، بازیابی شده 2013-12-13

## مقایسه بین‌المللی

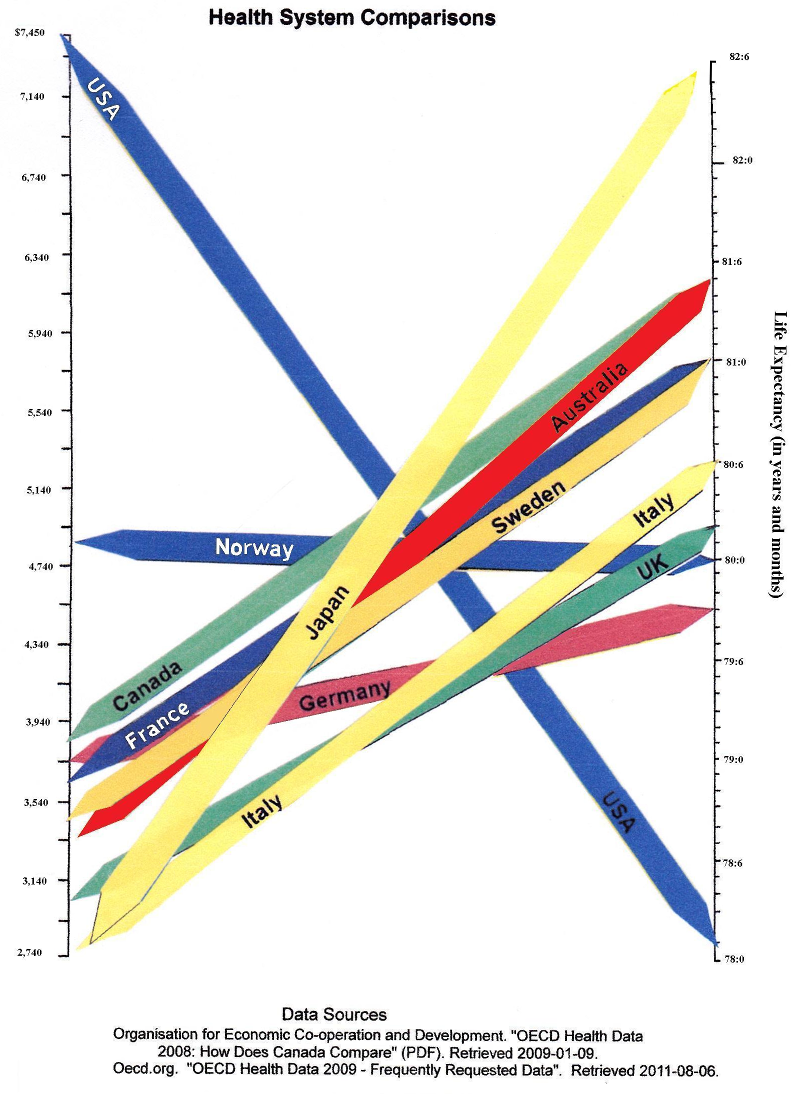
نمودار مقایسه سال ۲۰۰۸ هزینه‌های مراقبت‌های بهداشتی (چپ) و امید به زندگی (حق) در کشورهای OECD.